# USS Kraken (SS-370)
USS Kraken (SS-370) là một  tàu ngầm lớp Balao được Hải quân Hoa Kỳ chế tạo trong Chiến tranh Thế giới thứ hai. Nó là chiếc tàu chiến duy nhất của Hải quân Hoa Kỳ được đặt cái tên này, theo tên một loài thủy quái theo truyền thuyết. Nó đã phục vụ giai đoạn cuối Thế Chiến II, thực hiện được bốn chuyến tuần tra, và được cho ngừng hoạt động sau khi xung đột chấm dứt vào năm 1946. Đến năm 1958, nó được nâng cấp trong Chương trình Ống hơi Hạm đội trước khi chuyển cho Tây Ban Nha để tiếp tục phục vụ như là chiếc Almirante García de los Reyes (S-31) cho đến năm 1981. Con tàu cuối cùng bị tháo dỡ một năm sau đó. Kraken được tặng thưởng một Ngôi sao Chiến trận do thành tích phục vụ trong Thế Chiến II.

## Thiết kế và chế tạo
Thiết kế của lớp Balao được cải tiến dựa trên  tàu ngầm lớp Gato dẫn trước, là một kiểu tàu ngầm hạm đội có tốc độ trên mặt nước cao, tầm hoạt động xa và vũ khí mạnh để tháp tùng hạm đội chiến trận. Khác biệt chính so với lớp Gato là ở cấu trúc lườn chịu áp lực bên trong dày hơn, và sử dụng thép có độ đàn hồi cao (HTS: High-Tensile Steel), cho phép lặn sâu hơn đến 400 ft (120 m). Con tàu dài 311 ft 9 in (95,02 m) và có trọng lượng choán nước 1.526 tấn Anh (1.550 t) khi nổi và 2.424 tấn Anh (2.463 t) khi lặn. Chúng trang bị động cơ diesel dẫn động máy phát điện để cung cấp điện năng cho bốn động cơ điện, đạt được công suất 5.400 shp (4.000 kW) khi nổi và 2.740 shp (2.040 kW) khi lặn, cho phép đạt tốc độ tối đa 20,25 hải lý trên giờ (37,50 km/h) và 8,75 hải lý trên giờ (16,21 km/h) tương ứng. Tầm xa hoạt động là 11.000 hải lý (20.000 km) khi đi trên mặt nước ở tốc độ 10 hải lý trên giờ (19 km/h) và có thể hoạt động kéo dài đến 75 ngày.
Tương tự như lớp Gato dẫn trước, lớp Balao được trang bị mười ống phóng ngư lôi 21 in (530 mm), gồm sáu ống trước mũi và bốn ống phía phía đuôi tàu, chúng mang theo tối đa 24 quả ngư lôi. Vũ khí trên boong tàu gồm một hải pháo 4 inch/50 caliber, một khẩu pháo phòng không Bofors 40 mm nòng đơn và một khẩu đội Oerlikon 20 mm nòng đôi, kèm theo hai súng máy .50 caliber. Trên tháp chỉ huy, ngoài hai kính tiềm vọng, nó còn trang bị ăn-ten radar SD phòng không và SJ dò tìm mặt biển. Tiện nghi cho thủy thủ đoàn bao gồm điều hòa không khí, thực phẩm trữ lạnh, máy lọc nước, máy giặt và giường ngủ cho hầu hết mọi người, giúp họ chịu đựng cái nóng nhiệt đới tại Thái Bình Dương cùng những chuyến tuần tra kéo dài đến hai tháng rưỡi.
Kraken được đặt lườn tại xưởng tàu của hãng Manitowoc Shipbuilding Company ở Manitowoc, Wisconsin vào ngày 13 tháng 12, 1943. Nó được hạ thủy vào ngày 30 tháng 4, 1944, được đỡ đầu bởi bà John Z. Anderson, phu nhân Dân biểu Anderson của tiểu bang California; và được cho nhập biên chế cùng Hải quân Hoa Kỳ vào ngày 8 tháng 9, 1944 dưới quyền chỉ huy của Hạm trưởng, Trung tá Hải quân Thomas Henley Henry.

## Lịch sử hoạt động

### 1944
Sau khi hoàn tất việc chạy thử máy tại hồ Michigan, Kraken khởi hành từ Chicago, Illinois để đi đến Lockport vào ngày 27 tháng 9, 1944. Tại đây nó được đưa lên một ụ nổi để di chuyển dọc theo sông Mississippi, đi đến Algiers, Louisiana vào ngày 4 tháng 10. Nó khởi hành từ Algiers mười ngày sau đó để đi sang vùng kênh đào Panama, nơi nó tiếp tục huấn luyện cho đến ngày 4 tháng 11, khi nó lên đường để đi sang khu vực Thái Bình Dương. Chiếc tàu ngầm đi đến Trân Châu Cảng vào ngày 21 tháng 11.

### 1945

#### Chuyến tuần tra thứ nhất
Rời Trân Châu Cảng vào ngày 12 tháng 12, 1944 cho chuyến tuần tra đầu tiên trong chiến tranh, Kraken ghé đến Saipan, vào ngày 23 tháng 12 để tiếp thêm nhiên liệu trước khi hướng sang khu vực Đông Dương thuộc Pháp. Tại đây nó đảm nhiệm vai trò tìm kiếm và giải cứu hỗ trợ cho hoạt động không kích của Đệ Tam hạm đội, và đã từng cứu vớt một phi công xuất phát từ tàu sân bay Lexington (CV-16) trong hoàn cảnh biển động và phải né tránh máy bay đối phương bắn phá bằng cách lặn xuống. Không tìm thấy mục tiêu thích hợp, Nó kết thúc chuyến tuần tra khi quay trở về căn cứ Fremantle, Australia vào ngày 14 tháng 2, 1945.

#### Chuyến tuần tra thứ hai
Trong chuyến tuần tra thứ hai từ ngày 15 tháng 3 đến ngày 26 tháng 4, Kraken tiếp tục nhiệm vụ tìm kiếm và giải cứu trong biển Đông, phục vụ các tàu sân bay trong chiến dịch ném bom xuống Singapore và Sài Gòn. Nó kết thúc chuyến tuần tra tại căn cứ vịnh Subic, Philippines.

#### Chuyến tuần tra thứ ba
Khởi hành vào ngày 19 tháng 5, cho chuyến tuần tra thứ ba, Kraken hướng sang khu vực vịnh Thái Lan, nhưng vẫn không tìm thấy mục tiêu nào có giá trị. Nó chuyển đến khu vực biển Java, nơi vào ngày 19 tháng 6, nơi nó đã bắn phá cảng Merak, Banten, Java bằng hải pháo, cánh chìm một tàu ven biển và bắn cháy một tàu nhỏ. Ba ngày sau, nó truy đuổi một đoàn tàu vận tải 8 chiếc, đánh chìm một tàu chở dầu và một tàu hơi nước bằng ngư lôi cùng gây hư hại nặng cho một tàu săn ngầm Nhật Bản. Chiếc tàu ngầm quay trở về căn cứ Fremantle vào ngày 3 tháng 7 để nghỉ ngơi và tái trang bị.

#### Chuyến tuần tra thứ tư
Kraken lên đường cho chuyến tuần tra cuối cùng vào ngày 29 tháng 7, tiếp tục đi đến khu vực biển Java. Đang khi truy tìm tàu bè đối phương, chuyến tuần tra được cắt ngắn khi nhận được tin Nhật Bản chấp nhận đầu hàng vào ngày 15 tháng 8, giúp chấm dứt vĩnh viễn cuộc xung đột. Con tàu đi đến căn cứ vịnh Subic vào ngày 21 tháng 8.
Rời vịnh Subic vào ngày 31 tháng 8, Kraken có chặng dừng tại Trân Châu Cảng trước khi về đến San Francisco, California vào ngày 22 tháng 9. Nó tham gia đoàn hộ tống danh dự cho thiết giáp hạm South Dakota (BB-57), là soái hạm của Đô đốc William Halsey, Đệ Tam hạm đội vào ngày 14 tháng 10, khi South Dakota băng qua bên dưới cầu Cổng Vàng tiến vào vịnh San Francisco. Mười ngày sau đó, chiếc tàu ngầm viếng thăm Longview, Washington để tham gia những lễ hội nhân ngày Hải quân, rồi quay trở lại San Francisco  vào ngày 31 tháng 10.
Kraken được cho xuất biên chế vào ngày 4 tháng 5, 1946, và được đưa về Hạm đội Dự bị Thái Bình Dương. 

### Almirante García de los Reyes(S-31)
Vào ngày 18 tháng 9, 1958, nhằm chuẩn bị cho việc chuyển giao con tàu cho Tây Ban Nha, Kraken được đưa ra khỏi thành phần dự bị và đi đến Xưởng hải quân Trân Châu Cảng. Con tàu được hiện đại hóa trong khuôn khổ Chương trình Công suất đẩy dưới nước lớn hơn (GUPPY), được trang bị ống hơi nhằm giúp cải thiện tốc độ lặn dưới nước và tầm xa hoạt động. Sau nhiều tháng thực hành huấn luyện tại Trân Châu Cảng để làm quen cho thủy thủ đoàn mới, vào ngày 25 tháng 10, 1959, con tàu chính thức nhập biên chế cùng Hải quân Tây Ban Nha như là chiếc Almirante García de los Reyes (E-1), nhằm vinh danh Đô đốc Don Mateo García de los Reyes (1862–1936), người tiên phong trong lĩnh vực tàu ngầm của Hải quân Tây Ban Nha. Con tàu băng qua kênh đào Panama và về đến cảng Cartagena vào cuối tháng 1, 1960.
Cái tên chính thức Almirante García de los Reyes quá dài gây ra một số bất tiện, nên thường sử dụng tên rút gọn A. G. de los Reyes. Vào năm 1961, ký hiệu lườn con tàu được đổi từ E-1 thành S-31 nhằm thống nhất với hệ thống đánh số hiệu tàu mới của Khối NATO và được Hải quân Tây Ban Nha áp dụng. Trong giai đoạn thập niên 1960, nó là chiếc tàu ngầm hiện đại duy nhất của Tây Ban Nha, vốn chỉ có thêm một tàu ngầm Kiểu VIIC (nguyên là chiếc U-573 của Đức Quốc Xã) và ba chiếc tàu ngầm lớp D đã lạc hậu.
García được cho xuất biên chế vào ngày 16 tháng 9, 1974, rồi chính thức rút tên khỏi danh sách Đăng bạ Hải quân Hoa Kỳ vào ngày 1 tháng 11, 1974 và chuyển quyền sở hữu cho Tây Ban Nha cùng ngày hôm đó. Tuy nhiên, kế hoạch tháo dỡ con tàu bị hủy bỏ, thay vào đó nó được đại tu rồi tái biên chế trở lại vào ngày 1 tháng 9, 1975 để thay thế cho chiếc Narcíso Monturiol (S33) (nguyên là chiếc Picuda (SS-382) cùng lớp Balao), vốn bị hỏng động cơ nghiêm trọng vào mùa Xuân trước đó và phải loại bỏ. García tiếp tục phục vụ cho đến khi xuất biên chế lần sau cùng vào tháng 4, 1981, rút đăng bạ vào ngày 1 tháng 4, 1982, và bị tháo dỡ sau đó.

## Phần thưởng
Kraken được tặng thưởng một Ngôi sao Chiến trận do thành tích phục vụ trong Thế Chiến II.
|             |  |  |
| Bronze star |  |  |

| Dãi băng Hoạt động Tác chiến                                            | Dãi băng Hoạt động Tác chiến         | Huân chương Chiến dịch Hoa Kỳ        | Huân chương Chiến dịch Hoa Kỳ                  |
| Huân chương Chiến dịch Châu Á-Thái Bình Dương với 1 Ngôi sao Chiến trận | Huân chương Chiến thắng Thế Chiến II | Huân chương Chiến thắng Thế Chiến II | Huân chương Giải phóng Philippine (Philippine) |